# 博尔戈马西诺
博尔戈马西诺（意大利语：Borgomasino），是意大利皮埃蒙特大区都灵省的一个市镇。人口845(2010年12月31日)。